# Harrison Page
Harrison Page est un acteur américain, né le 27 août 1941 à Atlanta, en Géorgie (États-Unis).

## Filmographie sélective
- 1968 : Vixen! : Niles
- 1970 : Orgissimo (Beyond the Valley of the Dolls) : Emerson Thorne
- 1972 : Trouble Man : Bogus Cop
- 1973 : Love Thy Neighbor (série télévisée) : Ferguson Bruce
- 1976 : C.P.O. Sharkey : Chief Robinson (37 épisodes)
- 1978 : Sergeant Matlovich vs. the U.S. Air Force (TV) : Josh
- 1979 : Backstairs at the White House (feuilleton TV) : Wheatley Parks
- 1979 : Supertrain : Porter George Boone (9 épisodes)
- 1980 : Shérif, fais-moi peur (série TV) : "Une rencontre insolite" (Saison 2 - Episode 7) : Chet Garvey
- 1983 : The Kid with the 200 I.Q. (TV) : Walter Newell
- 1983-1984 : Capitaine Furillo : John Fox (4 épisodes)
- 1985 : Generation (TV) : George Link
- 1986-1988 : Mr Gun : Captain Trunk (41 épisodes)
- 1988 : Arabesque : Lt Gowans
- 1990 : Full Contact (Lionheart) : Joshua
- 1993 : Arly Hanks (TV) : Larry-Joe
- 1993-1994 : Ultraman: The Ultimate Hero : Captain Edlund (13 episodes)
- 1993 : Conflict of Interest : Capt. Garland
- 1993 : Carnosaur : Sheriff Fowler
- 1994 : Columbo change de peau (Columbo: Undercover) (TV) : Detective Sgt. Arthur Brown
- 1995 : Melrose Place (2 épisodes)
- 1996-1997 : Profiler (2 épisodes)
- 1997-2001 : Ally McBeal : Révérend Mark Newman (6 épisodes)
- 1997-2003 : JAG : Rear Admiral Stiles Morris (22 épisodes)
- 2001 : Raptor (vidéo) : Deputy Ben Glover
- 2001-2002 : Urgences : Stan (4 épisodes)
- 2005 : Cold Case : Tommy Sugar (1 épisode)
- 2008 : Players at the Poker Palace : Boomer (15 épisodes)
- 2008 : F.B.I. Portés Disparus : Roger Davis (1 épisode)
- 2009 : Deadland (Red)
- 2011 : Grey's Anatomy (1 épisode)
- 2012 : Bad Ass : Klondike Washington
- 2012 : Les Experts (1 épisode)
- 2013 : Franklin et Bash (1 épisode)
- 2016 : Watch This (court métrage) : Clifford
- 2017 : Better Things : Stanton (1 épisode)